# Per Ankersjö

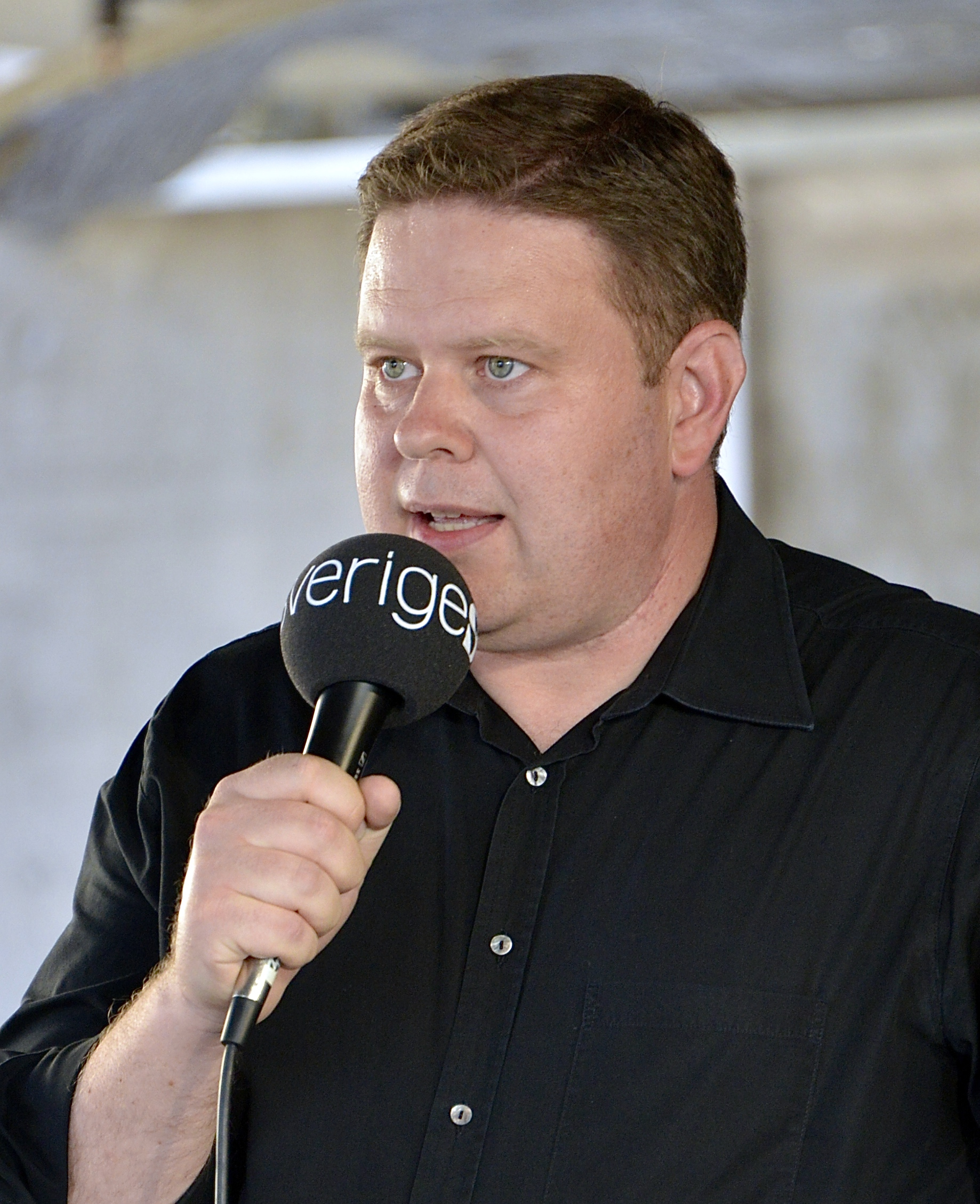
Per Ankersjö i valrörelsen 2014.

Per Erik Ankersjö, född 12 juni 1971 i Brännkyrka församling i Stockholm, är en svensk politiker (centerpartist) och var år 2010 till 2014 borgarråd i Stockholms stad. I egenskap av stadsmiljöborgarråd var Ankersjö ordförande för miljö- och hälsoskyddsnämnden och stadsmiljörådet. Han var även ansvarig för Stockholm Vatten.
Ankersjö var kommunpolitiskt aktiv i Vaxholms kommun under 1990-talet, bland annat i kommunfullmäktige (1991–1999) och kommunstyrelsen (1995–1998). Inom Centerpartiets ungdomsförbund var Ankersjö andre vice ordförande åren 1997–1998 och under en period även ordförande för Centerns ungdomsförbund i Stockholm. I valet 2006 blev Ankersjö invald som enda centerpartist i Stockholms kommunfullmäktige och har sedan dess varit Centerpartiets gruppledare. Efter valet 2010 fick Centerpartiet tre mandat i Stockholms stad och ingick fullt ut i Alliansen. Som Centerpartiets gruppledare i Stockholms stad har Ankersjö bland annat drivit frågan att det bör byggas på höjden i Stockholms innerstad. På riksnivå har han som ordförande för Stockholmscentern uttalat sig kritiskt om FRA-lagen.
Omkring årsskiftet 2012/2013 var Ankersjö aktuell som ordförande i Centerpartiets idéprogramgrupp, som i december 2012 lade fram programförslaget "En hållbar framtid". Hans insatser som ordförande vållade en intensiv allmän debatt relaterad till de bitvis radikala förslag som förslaget innehöll.
Vid sidan av politiken har Ankersjö arbetat som programledare och programchef på den lokala kommersiella radiostationen Vinyl 107 åren 1996–2006. Per Ankersjö är gift och har två barn.
År 2015 lämnade Ankersjö den aktiva politiken för att istället starta kommunikationsbyrån A Beautiful Soup AB.